# SS River Clyde
SS „River Clyde” – 4000-tonowy węglowiec zwodowany w Glasgow w 1905 roku, którego nazwa pochodziła od rzeki Clyde w Szkocji. 25 kwietnia 1915 „River Clyde” został użyty jako „koń trojański” w desancie na Helles w czasie kampanii o Gallipoli.
Statek, na którym znajdowało się 2000 żołnierzy, głównie z 1. batalionu królewskich fizylierów należącego do brytyjskiej 29. dywizji, został celowo umieszczony na mieliźnie poniżej fortecy Sedd el Bahr, na plaży „V” przy przylądku Helles leżącym na skraju półwyspu Gallipoli.  Plan zakończył się fiaskiem, żołnierze wychodzący pojedynczo z wąskich luków byli łatwymi celami dla tureckich karabinów maszynowych.
W czasie lądowania „River Clyde” był dowodzony przez komandora Edwarda Unwina, byłego kapitana żeglugi wielkiej i oficera brytyjskiej marynarki wojennej, który powrócił z emerytury. Na początku wojny dowodził torpedowcem HMS „Hussar” na Morzu Śródziemnym.
„River Clyde” uzbrojony był w 11 karabinów maszynowych zamontowanych na rufie i zabezpieczonych blachą pancerną i workami z piaskiem. W kadłubie statku wycięto małe luki, przez które atakujący żołnierze mieli wyjść najpierw na trap, a z trapu przejść na mniejsze łodzie stanowiące „most pontonowy” prowadzący na plażę. Kadłub miał być pomalowany na piaszczysto-żółty kolor w celu kamuflażu, ale w momencie lądowania malowanie nie było jeszcze zakończone.
Żołnierze szturmujący plażę próbowali dostać się na brzeg aż trzykrotnie, ale wszystkie próby zakończyły się tylko bardzo dużymi stratami. Porzucono więcej prób wejścia na ląd i żołnierze, którzy przeżyli zdecydowali zaczekać na zapadnięcie ciemności przed następną próbą. Marynarze, którzy cały czas, pod ostrzałem wroga utrzymywali most pontonowy i znosili do statku rannych żołnierzy otrzymali sześć Krzyży Wiktorii.
Po uchwyceniu przyczółka na Hellas, plaża „V” została bazą francuskich oddziałów, a „River Clyde” pozostał na mieliźnie jako dok i falochron. Był on także źródłem słodkiej wody i używano go jako szpitala polowego. Był ciągłym celem dla tureckich żołnierzy znajdujących się po azjatyckiej stronie cieśniny.
W 1919 „River Clyde” został ściągnięty z mielizny i zaholowany na Maltę w celu napraw. Później, pod różnymi nazwami (ostatnią była Maruja y Aurora) służył jako tramp hiszpańskim liniom handlowym na Morzu Śródziemnym przez następne 50 lat. W 1965 planowano go odkupić i przerobić na muzeum, ale rok później został złomowany.